# 1988 у Миколаєві
| Роки в Миколаєві ← • 1901 • 1902 • 1903 • 1904 • 1905 • 1906 • 1907 • 1908 • 1909 • 1910 • 1911 • 1912 • 1913 • 1914 • 1915 • 1916 • 1917 • 1918 • 1919 • 1920 • 1921 • 1922 • 1923 • 1924 • 1925 • 1926 • 1927 • 1928 • 1929 • 1930 • 1931 • 1932 • 1933 • 1934 • 1935 • 1936 • 1937 • 1938 • 1939 • 1940 • 1941 • 1942 • 1943 • 1944 • 1945 • 1946 • 1947 • 1948 • 1949 • 1950 • 1951 • 1952 • 1953 • 1954 • 1955 • 1956 • 1957 • 1958 • 1959 • 1960 • 1961 • 1962 • 1963 • 1964 • 1965 • 1966 • 1967 • 1968 • 1969 • 1970 • 1971 • 1972 • 1973 • 1974 • 1975 • 1976 • 1977 • 1978 • 1979 • 1980 • 1981 • 1982 • 1983 • 1984 • 1985 • 1986 • 1987 • 1988 • 1989 • 1990 • 1991 • 1992 • 1993 • 1994 • 1995 • 1996 • 1997 • 1998 • 1999 • 2000 • → |

1988 у Миколаєві — список важливих подій, що відбулись у 1988 році в Миколаєві. Також подано перелік відомих осіб, пов'язаних з містом, що народились або померли цього року, отримали почесні звання від міста.

## Події

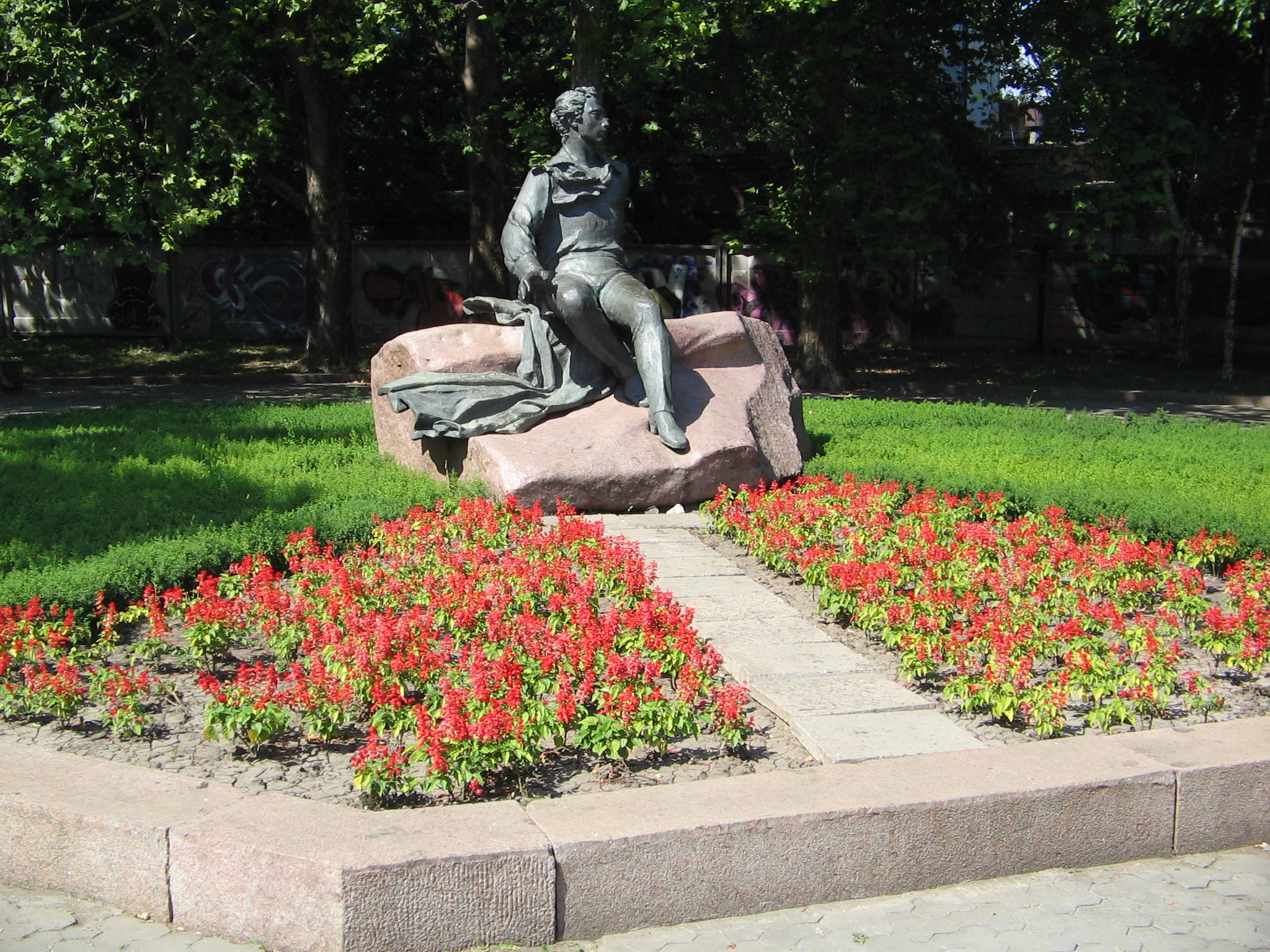
Пам'ятник Олександрові Пушкіну

- До 150-річчя з дня смерті Олександра Пушкіна, в Миколаєві було відкрито сквер імені Пушкіна та 3 вересня 1988 р. в ньому встановлено пам'ятник. Пам'ятник російському поетові простояв до 21 травня 2022 року, коли був демонтований в рамках дерусифікації[1].
- 31 липня миколаївська яхта «Ікар» завершила першу в історії СРСР навколосвітню подорож.

## Особи

### Очільники
- Голова виконавчого комітету Миколаївської міської ради — Олександр Молчанов.
- 1-й секретар Миколаївського міського комітету КПУ — Володимир Матвєєв.

### Почесні громадяни
- Лисянський Марк Самійлович (нар. 31 грудня 1912 (13 січня 1913), Одеса — пом. 30 серпня 1993, Москва) — радянський поет. Автор гімну Москви[ru]. Прожив у Миколаєві з 1914 до 1932 року.
- Караваєв Георгій Аркадійович (нар. 3 квітня 1913, місто Санкт-Петербург, тепер Російська Федерація — 3 листопада 1994, місто Москва) — радянський державний діяч, міністр будівництва СРСР. Кандидат у члени ЦК КПРС у 1971—1976 роках. Член ЦК КПРС у 1976—1986 роках. Депутат Верховної Ради СРСР 7—11-го скликань. Герой Соціалістичної Праці. У 1945—1951 роках — начальник особливої будівельно-монтажної частини № 44 — керуючий будівельно-монтажного тресту № 44 Міністерства будівництва підприємств машинобудування СРСР у місті Миколаєві.
- Немиров Борис Степанович — (1934, Болотний, Новосибірська область, РРФСР — 22 жовтня 2013, Архангельськ, Росія) — заслужений майстер спорту СРСР, капітан яхти «Ікар», яка першою в історії СРСР здійснила навколосвітню подорож. Навчався в Миколаївському кораблебудівному інституті (МКІ). Займався вітрильним спортом. По закінченні інституту залишився жити в Миколаєві, працював на Чорноморському суднобудівному заводі.

### Народились
- Кваша Ілля Олегович (нар. 5 березня 1988, Миколаїв) — український стрибун у воду, призер Олімпійських ігор. Багаторазовий чемпіон та призер Європи. Срібний призер чемпіонату світу з водних видів спорту (2013). Багаторазовий чемпіон України, володар Кубка України (2016). Заслужений майстер спорту України зі стрибків у воду. З січня 2022 року — головний тренер збірної команди України зі стрибків у воду.
- Гладир Сергій Вікторович (нар. 17 жовтня 1988, Миколаїв) — український баскетболіст.
- Буряк Олена Святославівна (8 лютого 1988, Миколаїв) — українська спортсменка, академічна веслувальниця, бронзова призерка літньої Універсіади у Казані, учасниця літніх Олімпійських ігор в Лондоні та Ріо-де-Жанейро.
- Волошин Владислав Валерійович (27 грудня 1988, Луганськ — 18 березня 2018, Миколаїв) — військовий льотчик Повітряних сил Збройних сил України (2010 — січень 2017), майор запасу. Учасник бойових дій на сході України, здійснив 33 бойових вильоти. З грудня 2017 — в. о. генерального директора КП «Миколаївський міжнародний аеропорт».
- Теліпко Владислав Едуардович (нар. 3 травня 1988, Миколаїв) — український юрист, громадський і політичний діяч, науковець та експерт у галузі конституційного права. Колишній президент громадських об'єднань «Український молодіжний правничий союз» і «Матезіс», перший голова Української радикально-демократичної партії, головний редактор журналу «Юридичний авангард», Перший заступник Лідера Радикальної Партії Олега Ляшка в 2011—2013 рр.
- Сікорський Ігор Олександрович (нар. 29 липня 1988, Київ) — український футболіст, півзахисник. Провів 57 матчів за МФК «Миколаїв», забив 16 голів.
- Абраменко Олександр Володимирович (4 травня 1988, Первомайський, Харківська область) — український фристайліст, заслужений майстер спорту України, фахівець із лижної акробатики, олімпійський чемпіон 2018 року. Володар малого Кришталевого глобуса з лижної акробатики сезону 2015–16[2]. Срібний призер Чемпіонату Світу 2019 року. Срібний призер Зимових Олімпійських ігор 2022. Почав тренуватись у 10 років у Миколаєві. Закінчив Національний університет кораблебудування ім. Макарова.
- Рогожкін Вадим Олексійович (10 січня 1988, Миколаїв — 19 жовтня 2014, Фрунзе, Луганська область) — старший солдат Збройних сил України. Кавалер ордена «За мужність» III ступеня.
- Чорноморов Артем Олегович (нар. 10 березня 1988, м. Южноукраїнськ, Миколаївська область) — український підприємець, політик. Народний депутат України 9-го скликання.
- Олег Дорош (справжнє ім'я: Олег Гордій, нар. 20 листопада 1988, Миколаїв) — український поет, публіцист, блоґер, журналіст, організатор літературних заходів.
- Панченко Діана Віталіївна (21 травня 1988, Миколаїв) — журналістка та телеведуча. Ведуча телеканалів «NewsOne», «Перший незалежний» та «Ukrlive».
- Блоха Юрій Ігорович (22 липня 1988, с. Сергіївка, Березнегуватський район, Миколаївська область, Українська РСР, СРСР — 1 березня 2022, біля с. Мурахівка, Баштанський район, Миколаївська область, Україна) — український футбольний тренер, військовик, молодший лейтенант Збройних сил України, учасник російсько-української війни. Герой України (10 березня 2022, посмертно). Закінчив Миколаївський національний університет імені В. О. Сухомлинського за спеціальністю «фізична культура і спорт та допризовна підготовка». Там же пройшов навчання на військовій кафедрі, йому дали звання молодшого лейтенанта запасу.

### Померли
- Чернобай Андрій Петрович (нар. 29 липня 1917, Андрієво-Зорине, (нині Березанський район, Миколаївська область — пом. 21 березня 1988, Ленінград) — радянський військовий льотчик, Герой Радянського Союзу (1943), під час Німецько-радянської війни заступник командира ескадрильї 875-го винищувального авіаційного полку 274-ї винищувальної авіаційної дивізії 1-го винищувального авіаційного корпусу 3-ї повітряної армії Калінінського фронту. Працював судноскладальником на Чорноморському суднобудівному заводі в Миколаєві. Навчався літати в аероклубі імені Сигізмунда Леваневського.
- Леонович Борис Миколайович (12 березня 1912, Миколаїв — 8 травня 1988, Гребінка Полтавської області) — український радянський діяч, залізничник, інженер шляхів сполучення, начальник локомотивного депо станції Гребінка Південної залізниці Полтавської області. Депутат Верховної Ради СРСР 8-го скликання.